# Deanna Haunsperger

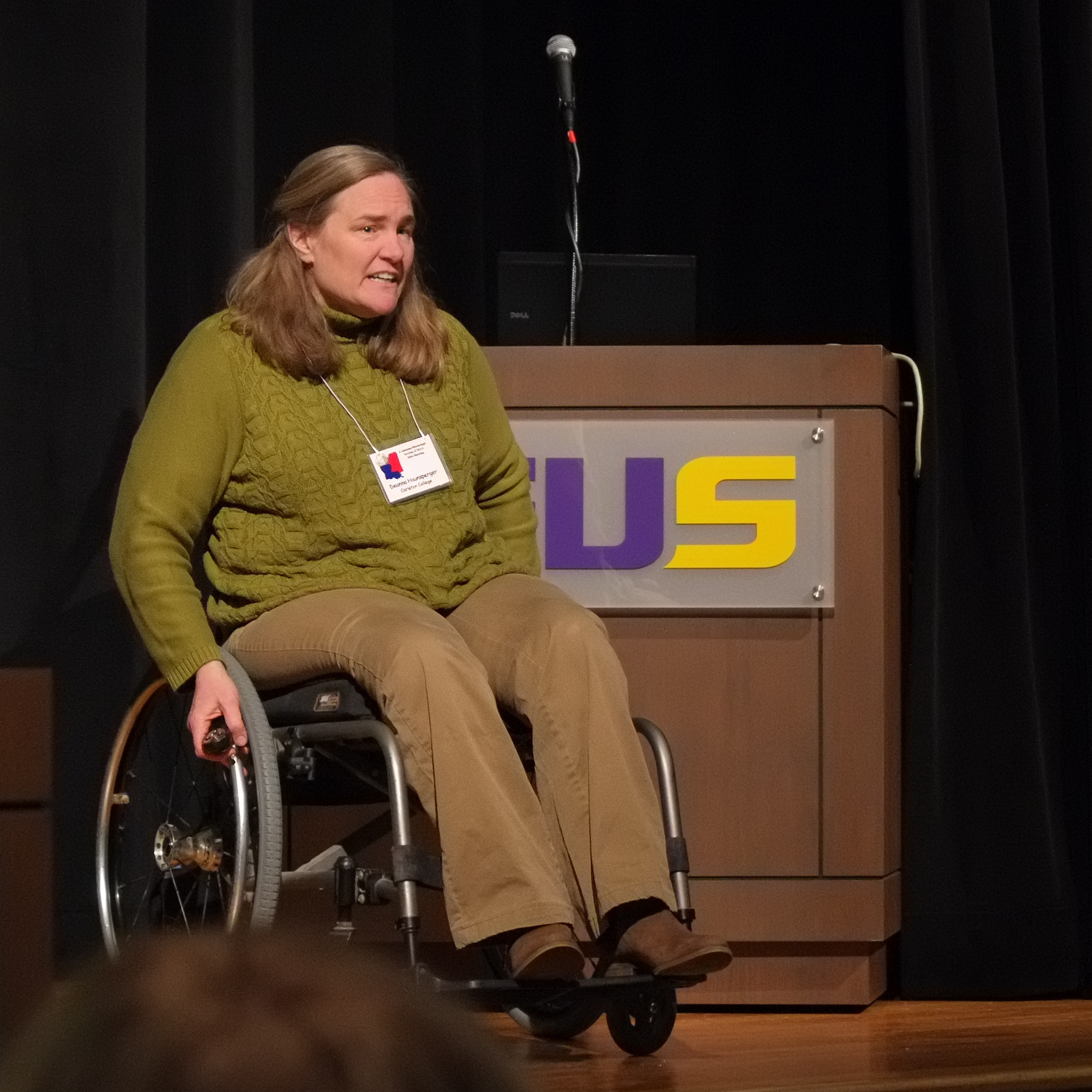
Deanna Haunsperger

Deanna Beth Haunsperger (* 1964) ist eine US-amerikanische Mathematikerin und Hochschullehrerin. Sie ist Professorin für Mathematik am Carleton College und wurde 2016 zur Präsidentin der Mathematical Association of America (MAA) gewählt.

## Leben und Werk
Haunsperger erwarb 1986 in Mathematik und Computer Science ihren Bachelor-Abschluss am Simpson College und 1989 ihren Master-Abschluss an der Northwestern University. Dort promovierte sie 1991 bei Donald Gene Saari mit der Dissertation: Projection and Aggregation Paradoxes in Nonparametrical Statistical Tests. Anschließend forschte sie als Assistant Professor bis 1994 am St. Olaf College und dann bis 2000 am Carlton College. Sie wurde Associate Professor und 2007 Professorin.
Von 1995 bis 2014 war sie Co-Direktorin des Carleton Summer Mathematics Program for Women. Sie war zweite Vizepräsidentin der MAA, leitete den strategischen Planungsausschuss für Studierende der MAA, war Vorsitzende des Centennial Planning Committee und des Council on Outreach der MAA und war von 2017 bis 2018 die 57. Präsidentin der Mathematical Association of America. Sie war eine der ersten Herausgeberinnen des Magazins  MAA Math Horizons  und Mitherausgeberin von  101 Careers in Mathematics  (2019).
Sie forscht in den Bereichen Wahltheorie, gerechte Teilung, Bevölkerungsstudien und social choice functions.
Haunsperger heiratete den Mathematiker Steve Kennedy, mit dem sie zwei Kinder bekam.

## Auszeichnungen und Ehrungen (Auswahl)
- 2012: M. Gweneth Humphreys Award[10]
- 2017: Association for Women in Mathematics[11][12]
- 2016: MAA Meritorious Service Award (2016), AWM Presidential Award (2017)
- 2018: Fellow of the Association for Women in Mathematics[13]
- 2021: Yueh-Gin Gung und Dr. Charles Y. Hu-Preis, MAA

## Veröffentlichungen (Auswahl)
- mit Stephen Kennedy: The Edge of the Universe: Celebrating Ten Years of Math Horizons. Cambridge, 2007, ISBN 978-0-88385-555-3.
- Community and Belonging in Mathematics. The American Mathematical Monthly, 130(9), 2023, S. 787–794.  doi:10.1080/00029890.2023.2240233.